# Maison de La Trémoille-Laval
Pour des articles plus généraux, voir Maison de Laval et Maison de La Trémoille.
La cinquième branche de la Maison de Laval commença par Henri de la Trémoïlle, par représentation d’Anne de Laval, sa bisaïeule, seconde fille de Guy XVI de Laval, qui avait épousé en 1521 François de la Trémoille, dont Louis III de la Trémoille, qui épousa en 1540 Jeanne de Montmorency, morte en 1596, dont Claude de La Trémoille, mort en 1604, et qui laissa de Charlotte-Brabantine d'Orange-Nassau, son épouse, Henri de la Trémoïlle, duc de Thouars, prince de Talmont, comte de Laval, etc.
```
Anne de Laval
 
X François de la Trémoïlle
│
├─> 
Louis III de la Trémoille
 (
1521
-
1577
) 
│   X 
Jeanne de Montmorency

│   │
│   ├─> Charlotte de la Trémoïlle 
│   │   X Henri 
I
er
 de Bourbon
│   │
│   ├─> 
Claude de la Trémoïlle
 (
1566
-
1604
)
│   │   X 
Charlotte-Brabantine d'Orange-Nassau

│   │   │
│   │   ├─> 
Henri de la Trémoïlle
 (
1598
-
1674
)   
│   │   │   X Marie de la Tour d'Auvergne      
│   │   │   │
│   │   │   ├─> 
Henri Charles de la Trémoïlle
 (
1620
-
1672
)   
│   │   │   │   X Émilie de Hesse-Cassel 
│   │   │   │   │
│   │   │   │   ├─> 
Charles Belgique Hollande de La Trémoille
 (
1655
-
1709
)   
│   │   │   │   │   X Madeleine de Crequy 
│   │   │   │   │   │
│   │   │   │   │   ├─> Marie Armande Victoire de la Trémoïlle (
1677
-
1717
)   
│   │   │   │   │   │   X Emanuel Theodose de La Tour d'Auvergne
│   │   │   │   │   │
│   │   │   │   │   ├─> 
Charles Louis Bretagne de La Trémoille
 (
1683
-
1709
)   
│   │   │   │   │   │   X Marie Madeleine Motier de La Fayette
│   │   │   │   │   │   ...Branche de la Trémoille...
│   │   │   │
│   │   │   ├─> 
Marie-Charlotte de La Trémoille
 (
1632
-
1682
)   
│   │   │   │   X 
Bernard
, duc de Saxe
```